# Beta vulgaris var. saccharifera

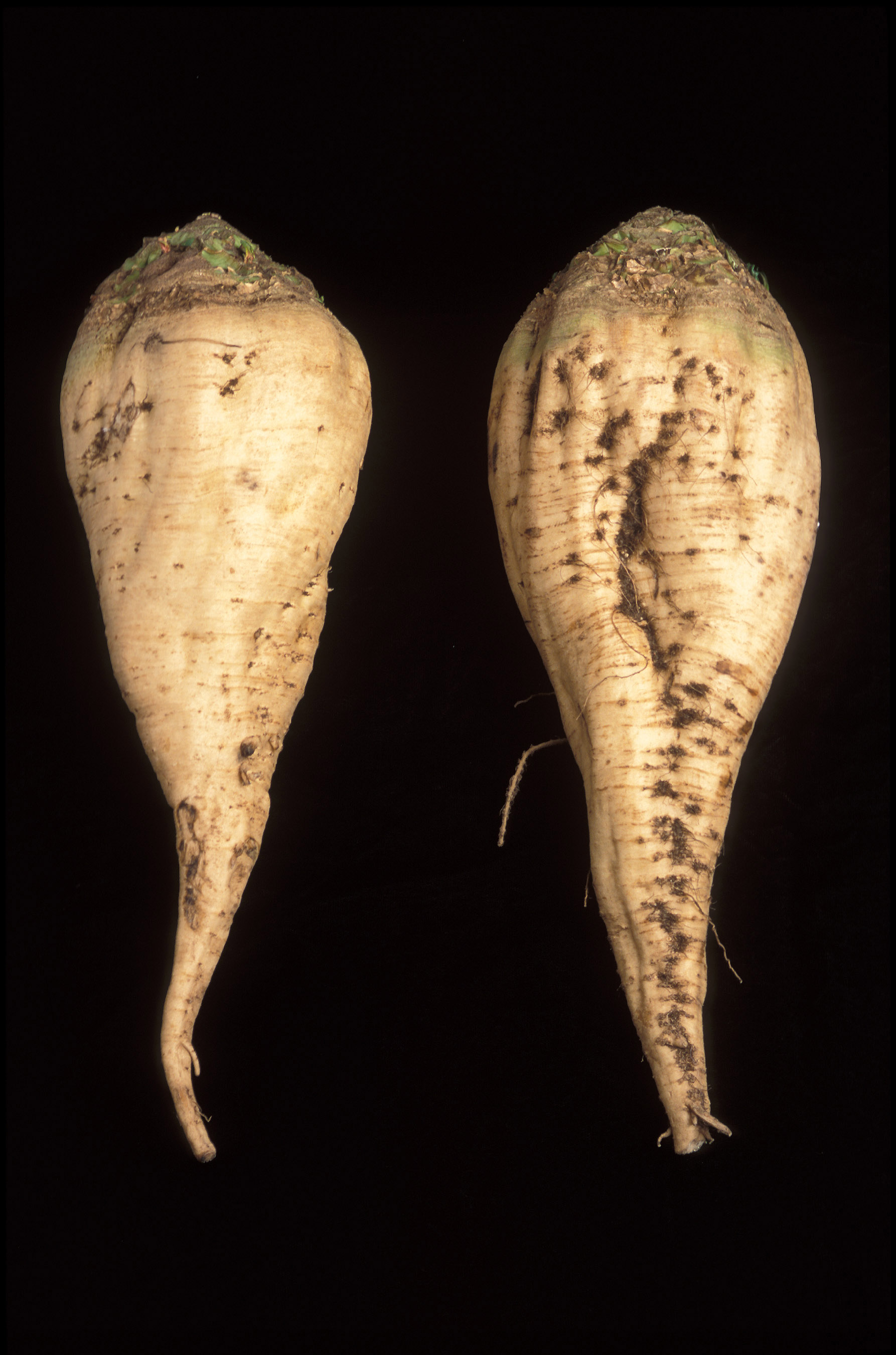
Radici di bieta da zucchero

La barbabietola da zucchero è una varietà di barbabietola, Le cui radici contengono un'alta concentrazione di saccarosio. Per questo è coltivata nelle regioni temperate per la concentrazione di zucchero e di etanolo. Fino alla fine del XVIII secolo / inizio XIX secolo, quando non esisteva ancora un procedimento industrialmente conveniente per l'estrazione del saccarosio, la sua era una coltura marginale e se ne usava solo il fogliame crescente fuori terra ad uso foraggero. Fu lo scienziato tedesco Franz Karl Achard a dare il primo impulso all'industria della produzione di zucchero estratto dalla barbabietola.

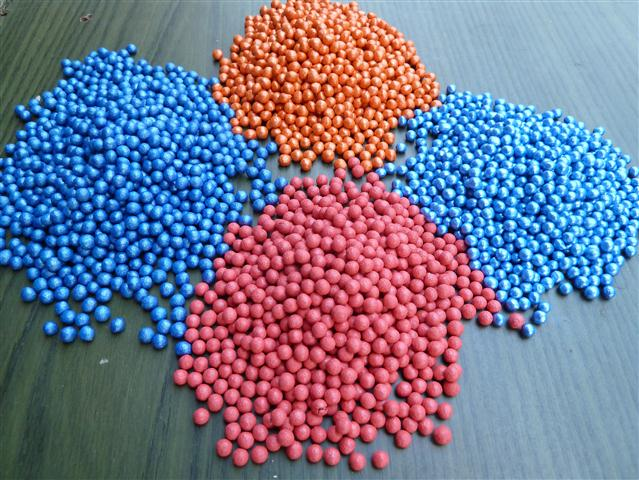
Sementi di diverse varietà di barbabietola

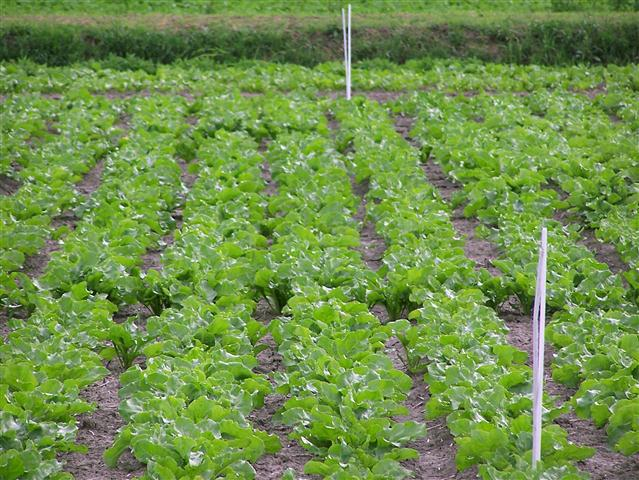
Campo sperimentale

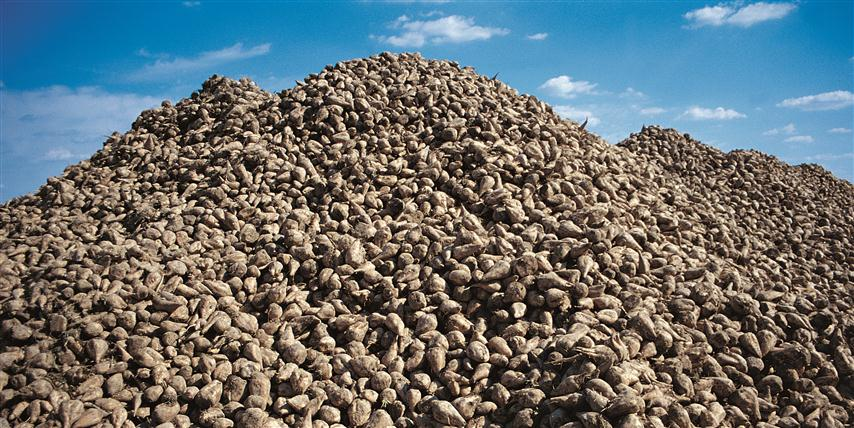
Cumulo di radici di bietole raccolte

## Scelta varietale e risultati produttivi
Per raggiungere l'obiettivo di una produzione più competitiva, la scelta mirata ed il corretto impiego delle varietà devono essere considerati aspetti prioritari.
I risultati produttivi delle varietà commerciali testate nelle prove sperimentali ufficiali condotte nell'annata precedente, rappresentano un elemento decisivo per la scelta varietale. L'ente incaricato a svolgere tali prove in Italia è la società Beta.
Per una scelta corretta, la varietà deve possedere i seguenti requisiti, desumibili dai risultati delle prove sperimentali:
- elevata performance in Produzione Lorda Vendibile (PLV)  e in Purezza Sugo Denso (PSD);
- tolleranza verso specifiche fitopatie e parassiti in caso di accertata presenza (es. nematodi);
- tipologia adeguata alle condizioni pedoclimatiche, alle tecniche colturali e all'epoca di raccolta;
- buona germinabilità soprattutto in caso di semine precoci.

### Tolleranza ai nematodi
La selezione dei genotipi di barbabietola da zucchero tolleranti il nematode cisticolo ha raggiunto, recentemente,  risultati produttivi molto interessanti.
L'utilizzo di tali varietà in terreni con presenza del nematode Heterodera schachtii è da considerarsi fondamentale, pena rilevanti perdite produttive.

### Tolleranza alla Cercospora beticola
Negli ultimi anni, la selezione genetica ha migliorato la produttività delle varietà, a svantaggio della tolleranza alla cercospora beticola, per effetto della correlazione negativa tra queste due caratteristiche. È quanto mai necessario, quindi, applicare sempre con scrupolo un programma di difesa anticercosporica utilizzando i prodotti e le strategie più idonee. Particolare attenzione deve essere rivolta agli estirpi tardivi.

### Tolleranza alla rizomania
Le varietà attualmente commercializzate nel nord e centro Italia, dove la malattia è più presente, sono generalmente tolleranti, pertanto il rischio di ottenere scadimenti produttivi molto accentuati in tali zone è pressoché nullo. La segnalazione dei materiali con le migliori “performance” può comunque essere importante per quei territori dove gli attacchi della malattia sono molto forti.

### Tolleranza alla Rhizoctonia solani
Da alcuni anni sono disponibili sul mercato varietà con tolleranza alla rizoctoniosi, oltre che alla rizomania, le quali possono trovare utile impiego in talune aree ove è presente questa malattia.

## Qualità tecnologica
Il termine “qualità interna o tecnologica” della barbabietola si riferisce alla sua attitudine ad essere trasformata in zucchero. Il saccarosio totale è il parametro più importante, esprime la concentrazione di zucchero nella radice della bietola ed è espresso in percento in peso: ad esempio un valore di 16 °S indica che 100 g di radice contengono 16 g di saccarosio totale. Viene misurato con il polarimetro (polarizzazione), individua il valore economico della coltura e viene definito zucchero teorico, perché non può essere interamente estratto e cristallizzato. La parte di zucchero che, rispetto al totale, è possibile estrarre e cristallizzare viene definita zucchero bianco e rappresenta il valore industriale del prodotto.
La percentuale di zucchero teorico che diventa zucchero bianco costituisce la Resa Estraibile, che dipende dalla quantità, presente nella radice, di alcune sostanze che interferiscono negativamente con il processo di estrazione, abbassando la percentuale di zucchero che cristallizza ed aumentando quella che resta legata al sottoprodotto della raffinazione, che è il melasso (saccaro-melasso). Per questo motivo, tali elementi vengono definiti sostanze melassigene o melassigeni.
L'industria saccarifera, per individuare la qualità tecnologica delle partite di prodotto conferite in stabilimento, determina in tutti i campioni il contenuto, espresso in mmol per 100 g di polpa, dei tre melassigeni principali: potassio (K), sodio (Na) ed azoto alfa-amminico (αN). Oltre a questi, nel sugo di estrazione sono a volte presenti altri composti che hanno una notevole influenza nel processo di cristallizzazione, in particolare gli zuccheri riducenti (glucosio e fruttosio, i quali vengono determinati sui campioni, soltanto in alcuni stabilimenti).
Queste sostanze melassigene, durante il processo di estrazione, causano danni diretti:
- immobilizzando parte del saccarosio ed impedendogli la cristallizzazione;

ed indiretti:
- acidificando i sughi di estrazione. In ambiente acido si attivano gli enzimi in grado di scindere la molecola di saccarosio in glucosio e fruttosio, zuccheri semplici che comunque non cristallizzano; inoltre per ripristinare l'alcalinità dei sughi occorre aggiungere soda (NaOH) che contiene sodio, sostanza di per sé melassigena.

Composizione media della polpa di bietola:
- Radice di bietola
  - Acqua 75%
  - Sostanza secca 25%
    - Sostanze solubili totali 20 %
      - Saccarosio 16%
      - Non-zuccheri solubili 4%
        - Sostanza organica azotata 1,8%
        - Sostanze organiche inazotate 1,4%
        - Sostanze minerali 0,8%

    - Sostanze insolubili totali 5 %

Valori di riferimento per gli elementi melassigeni e parametri tecnologici:
rosso: valore negativo - blu: valore positivo